# Sean Paul Lockhart
Sean Paul Lockhart, noto anche con lo pseudonimo di Brent Corrigan (Lewiston, 31 ottobre 1986), è un ex attore pornografico, attore cinematografico e regista pornografico statunitense, vincitore di due GayVN Award e di un Grabby Award per i suoi ruoli da passivo. Ha inoltre ottenuto un TLA Gay Awards come Performer of the Year e un GayVN Award come Web Performer of the Year.

## Biografia
Cresciuto a Seattle senza aver mai conosciuto il padre biologico e lasciato alle cure del solo patrigno per la scarsa presenza della madre, nel 2003 si trasferisce a San Diego dove, nel 2004, ma non ancora maggiorenne, inizia la sua carriera nella pornografia gay. In questa inizia come modello twink per la casa di produzione Cobra Video di Bryan Kocis, grazie al suo ragazzo che lo introduce nell'ambiente, poi diventa attore nel film Every Poolboy's Dreamy. È stato protagonista nella prima scena di doppia penetrazione prodotta da questa casa. Nel settembre 2005 annuncia pubblicamente di aver lavorato da minorenne in pellicole porno e la Cobra Video gli fa causa.
Nel corso della sua carriera ha adottato anche lo pseudonimo di Fox Ryder ed è stato definito come il Traci Lords della pornografia gay.
Dopo aver recitato nel film in due parti The Velvet Mafia: Part 1 e The Velvet Mafia: Part 2, diretto da Chris Steele e interpretato con Matthew Rush e Erik Rhodes, inizia a lavorare anche per il cinema tradizionale. Recita, interpretando il ruolo del ragazzo sirena, nella commedia Another Gay Sequel: Gays Gone Wild!, sequel di Another Gay Movie, e ottiene una piccola parte nel pluripremiato Milk di Gus Van Sant.
Corrigan, considerato dalla stampa specializzata una adult film icon, possiede oggi una propria casa di produzione che realizza opere girate esclusivamente con il profilattico e ha cominciato a scrivere suoi progetti autonomi. Corrigan si definisce "il più giovane produttore nella storia della pornografia gay".
Dal 2010 ha iniziato a lavorare a numerosi film non pornografici, principalmente indipendenti e a tematica gay, tra cui Judas Kiss, Sister Mary, Truth, The Dark Place e Kissing Darkness. Nel 2013 ha diretto il suo primo film non pornografico, Triple Crossed, nel quale ha anche interpretato una parte.

## L'omicidio di Bryan Kocis
Bryan Kocis, proprietario della Cobra Video, viene trovato ucciso a Luzerne County, nella regione carbonifera della Pennsylvania, il 24 gennaio 2007. Il cadavere evidenziava segni di strangolamento e 28 coltellate; la sua casa era stata data alle fiamme. Interrogato, Corrigan dice di sapere con chi Kocis aveva appuntamento il giorno del delitto, ma oltre a questa indicazione si trova uno scambio di mail di Kocis in base alle quali si ricerca un non meglio identificato "Drake". Mesi dopo vengono imputati del delitto due uomini di Virginia Beach, produttori concorrenti; nelle fasi iniziali del processo, il movente viene ipotizzato risiedere nel fallito intento di sottrarre Corrigan alla Cobra Video.
La vicenda viene raccontata nel film King Cobra, del 2016, diretto da Justin Kelly, con Garrett Clayton nei panni di Corrigan.

## Filmografia

### Pornografia
Attore
- Every Poolboy's Dream (2004)
- Schoolboy Crush (2004)
- Bareboned Twinks (2004)
- Casting Couch 4 (2005)
- Cream BBoys (2005)
- Naughty Boy's Toys (2005)
- Fuck Me Raw (2006)
- Take It Like a Bitch Boy (2006)

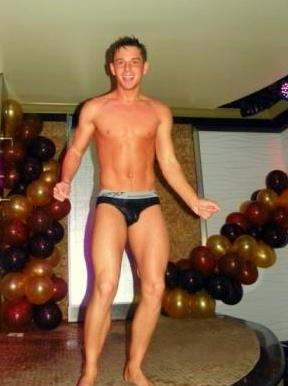
Sean Paul Lockhart nel 2010

- The Velvet Mafia: Part 1 (2006) - con il nome di "Fox Ryder"
- Velvet Mafia 2 (2006)
- Soccer Boys (2007)
- The Porne Ultimatum (2008)
- Brent Corrigan's Summit (2008)
- Drafted 3 (2008)
- Just the Sex (2008)
- Best of Roman Heart (2008)
- Just the Sex 2 (2009)
- The Porne Identity (2009)
- Brent Corrigan's Big Easy (2009)
- Best of the 2000s 2 (2009)
- Chris Steele Directors Picks (2009)
- Brent Corrigan's Working Hard (2010)
- Getting Levi's Johnson (2010)
- Brent Corrigan's Heat (2010)
- Beautiful Boy (2011)
- The Brent Corrigan Sex Tapes (2012)
- Buttfucked (2012)
- Jacked (2014)
- Gay Massage House (2014)
- Fathers & Sons (2014)
- Poolside 1 (2015)

Regista
- Summit (2008)
- Just the Sex 2 (2008)
- Brent Corrigan's Big Easy (2009)
- Brent Corrigan's Working Hard (2010)
- Brent Corrigan's Heat (2010)

### Mondo dello spettacolo
Attore
- Didn't This Used to Be Fun? (2007) - cortometraggio
- Another Gay Sequel: Gays Gone Wild!, regia di Todd Stephens (2008)
- In the Closet, regia di Jody Wheeler (2008) - cortometraggio
- Milk, regia di Gus Van Sant (2008)
- Tell Me, regia di Jody Wheeler (2008) - cortometraggio
- The Big Gay Musical, regia di Casper Andreas e Fred M. Caruso (2009)
- Judas Kiss, regia di J.T. Tepnapa (2011)
- Sister Mary, regia di Scott Grenke (2011)
- Chillerama, segmento I Was a Teenage Werebear, regia di Tim Sullivan (2011)
- Welcome to New York, regia di Steven Tylor O'Connor (2012) - cortometraggio
- Truth, regia di Rob Moretti (2013)
- Triple Crossed, regia di Sean Paul Lockhart (2013)
- The Dark Place, regia di Jody Wheeler (2014)
- Kissing Darkness, regia di James Townsend (2014)
- Midnight (2014) - cortometraggio

Regista
- Triple Crossed (2013)

Produttore
- Truth (2013)

## Riconoscimenti
- GayVN Award 2009 – Miglior passivo[12]
- Grabby Award 2009 – Miglior passivo[13]
- TLA Gay Awards 2010 – Performer of the Year[14]
- GayVN Award 2010 – Miglior passivo
- GayVN Award 2010 – Web Performer of the Year